# Ёлки новые
«Ёлки новые» (рабочим названием было «Ёлки 6») — российский комедийный новогодний фильм 2017 года режиссёров Жоры Крыжовникова, Дмитрия Киселёва, Александра Карпиловского и Алексея Нужного, а также следующих продюсеров: Жора Крыжовников, Тимур Бекмамбетов, Галина Стрижевская, Мария Затуловская, Сергей Бирюков. В главных ролях — Иван Ургант, Сергей Светлаков, Дмитрий Нагиев, Елена Яковлева, Юлия Александрова. Фильм является шестым основным фильмом в серии, не считая спин-оффа «Ёлки лохматые», а также самостоятельным продолжением «Ёлок 5».
По сюжету, дружба Жени и Бори едва не сгорит в огне семейного скандала; беременная Снегурочка отправится в Одиссею по нижегородским семьям; Галя из Новосибирска пойдет на все, чтобы провести ночь с любимым врачом; экстремальный поход в лес за елкой станет проверкой на прочность для юного хипстера из Тюмени и его потенциального отчима. И помочь им может только чудо… или вся страна! В съёмках участвовали города Королёв, Нижний Новгород, Пермь, Тюмень, Уфа, Саранск и другие.
Выход в широкий прокат в России состоялся 21 декабря 2017 года, через год после «Ёлок 5». Телевизионная премьера состоялась в конце 2018 года на телеканале «Россия-1». «Ёлки новые» были встречены зрителями и критиками смешанными оценками. Они отмечали, что фильм динамичный, лёгкий, с хорошим набором актёров, но сюжеты фильма примитивные, а с моральной точки зрения — сомнительные и двусмысленные. В мировом прокате фильм собрал почти 1 миллиард рублей при бюджете в 190 000 000 рублей, что делает его самым успешным фильмом в серии после «Ёлок 3» и «Ёлок 11. 
Седьмой фильм, «Ёлки последние», вышел в 2018 году.

## Сюжет
Фильм рассказывает о новых приключениях героев «Ёлок» из самых разных мест огромной страны — Санкт-Петербурга, Новосибирска, Нижнего Новгорода, Тюмени и Хабаровска, — которые Новый 2018 год мечтают встретить с родственной душой.
Евгений вынужден переехать к Борису со своей большой семьёй после случившегося пожара, лишившего их жилья. Между тем, маленький Егор Орлов активно ищет в сети новую мать для себя и супругу для своего папы Виктора. Жизнь Бориса вскоре превращается в хаос из-за шумного окружения большого семейства гостя. Параллельно первокурсник Андрей посещает свою мать в Тюмени, неожиданно сталкиваясь там с её новым кавалером — Юрием Семёновым.
Тем временем в Хабаровске Виктор приглашает к себе домой Ларису, знакомит её с сыном, но Егор относится к женщине негативно. Отец объясняет ребёнку, что сложно найти замену любимой маме, но сын твёрдо верит в возможность осуществления задуманного. А в Нижнем Новгороде беременная театральная актриса Марина поручает подруге Тане сыграть роль Снегурочки, но вскоре узнаёт, что Кирилл, её бывший жених, снова рядом и готов выступить Дедом Морозом совместно с Таней. Возмущённая Марина конфискует костюмы, намереваясь справляться самой.
Новосибирск: врач-травматолог Денис привлекает внимание очаровательной пациентки Гали, влюбившейся в него, хотя у врача уже есть постоянная партнёрша Катя. Наблюдая по телевизору ролик Егора Орлова, призывающего российских женщин стать мамой, телеведущая Ксения растроганно делится эмоциями с мужем Игорем, считающим всё это рекламным трюком. Решительный Егор настаивает, чтобы отец отправился с ним в столицу.
Москва: Марине приходится лично играть роль Снегурочки в разных семьях, выбирая помощником обычного дворника. Егор, тем временем, присоединяется к группе школьников, направляющихся в столицу. Жена Бориса предъявляет мужу жёсткий выбор: либо родственники покидают дом, либо уйдёт она сама. Телевизор, разбитый в разгар ссоры, помогает Борису принять решение быстрее.
Егор в полёте меняет своё имя с другим пассажиром, запутывая полицию. Галина, работающая в аэропорту, тоже узнала беглеца, однако решает отпустить ребёнка ради собственной выгоды. Она покупает мальчику билет до Питера, откуда его переправят дальше.
Андрей и Юрий продолжают прогулку по зимнему лесу, где Андрей снимает видеоблог о своем наставнике-походнике. Во время новогоднего тура Марина нечаянно попадает к беременной девушке Юле, не собирающейся праздновать Новый Год. Девушка вдохновляется заботой актрисы и решается отметить праздник. Вскоре появляется биологический отец Юли, студент Лёша, чьё отсутствие ранее огорчало героиню.
Виктор спешит в Новосибирск, надеясь спасти сына, но находит неизвестного мальчика. Пытаясь дозвониться приятелю Юрию, он получает отказ, что расстраивает юношу Андрея. Тот обращается к Ксении, известной ведущей, которую раньше обслуживал доставкой цветов. Разговор прерывается из-за присутствия Игоря, тогда Ксения кладёт трубку.
Разъярённый Галя приходит к врачу, надевает на парня наручники и признаётся в любви. Это зрелище видит Катя, вызывая полицию. Полицейские, прибывшие в больницу, оказываются родственниками Гали, и инцидент заминается. Борьба за любовь между друзьями в итоге приводит к охлаждению отношений Кати и Дениса. Тем временем Андрей спасает Юрия, упавшего в прорубь, используя ёлку.
В Москве ситуация накаляется: Ксении угрожает разъярённый жених, избивая Виктора. Видя происходящее, Егор ошибочно принимает защиту мужчины за агрессию и зовёт отца уезжать обратно. В Нижневартовске Юля рожает, Марина сопровождает её в роддом. Появившийся молодой отец испытывает шок от ответственности, однако постепенно осознаёт важность отцовства. Ксения отказывается покинуть страну с Игорем, желая остаться с Егором и Виктором.

## В ролях
- Константин Хабенский — рассказчик, озвучка
- Иван Ургант — Борис Воробьёв
- Сергей Светлаков — Евгений
- Дмитрий Нагиев — Юрий Семёнович Внуков
- Елена Яковлева — мама Андрея
- Даниил Вахрушев — Андрей, студент-первокурсник
- Юлия Александрова — Марина, беременная Снегурочка
- Геннадий Турантаев — Дед Мороз, брат-близнец Калмурата
- Антон Богданов — Денис Евгеньевич, врач
- Валентина Мазунина — Галя
- Анфиса Черных — Катя, медсестра (озвучила Юлия Хлынина)
- Сергей Пускепалис — Виктор Орлов, папа Егора
- Даниил Муравьёв-Изотов — Егор Орлов, мальчик из Хабаровска
- Екатерина Климова — Ксения Ласточкина, телеведущая
- Андрей Бурковский — Игорь, ревнивый жених Ксении
- Алиса Сапегина — Оля, жена Бориса
- Ирина Архипова — Оля, жена Жени
- Имран Челабиев — сын Бори
- Владимир Матвеев — отец Евгения
- Наталия Потапова — мать Евгения
- Матвей Якубов — старший сын Жени
- Александр и Никанор Леконцевы — близнецы
- Андрей Назимов — Кирилл
- Алина Алексеева — Таня
- Таисия Вилкова — Юля
- Владислав Тирон — Лёша Григорьев
- Владислав Ветров — капитан Чеботарёв, отец Гали
- Евгения Лютая — стюардесса
- Илья Костюков — мальчик с пони
- Тамара Спиричева — женщина с козой
- Евгений Романцов — красавчик Лёха
- Вадим Руденко — продавец ёлок
- Борис Дергачёв — пациент с гипсом

## Производство
Под руководством Тимура Бекмамбетова и Жоры Крыжовникова из 600 претендентов было отобрано 10 сценаристов, которые затем на протяжении двух месяцев писали новеллы для этого фильма. Продюсер Тимур Бекмамбетов объяснил смену названия с "Ёлки 6" на "Ёлки новые" из-за нового креативного продюсера Жоры Крыжовникова и желания сменить нумерацию, чтобы не запутывать зрителей. Это указывает на то, что рабочее название могло быть "Ёлки 6", но его изменили.
Съёмки шестой части франшизы «Ёлки» проходили в разных местах, в том числе:
- Лес недалеко от подмосковного Красногорска. Здесь режиссёр Жора Крыжовников снял последние сцены новеллы с Дмитрием Нагиевым.
- Двор Королевского родильного дома. Здесь снимали сцену, в которой по сюжету Снегурочка находится в положении и у неё начинаются схватки[10].

## Приём

### Кассовые сборы
«Ёлки новые» (2017) в мировом прокате собрали почти 1 миллиард рублей при бюджете в 190 млн рублей. Это сделало фильм третьим самым успешным в серии после сиквелов 2013 и 2024 годов.

### Критический приём
Фильм «Ёлки новые» продемонстрировал весьма противоречивые оценки. Одни пользователи тепло приняли картину, отметив живость сюжета, легкость восприятия и отличный актёрский состав. Особенной похвалы удостоилась комедия с участием Дмитрия Нагиева, признанная зрителям особенно забавной и остроумной. Однако немало зрителей выразили недовольство качеством картины, считая сценарии поверхностными и морально неопределёнными. Многие указали на слабое исполнение ролей и неумелое использование продакт-плейсмента, снижающее восприятие фильмов. В результате суммарные впечатления оказались полярными: одни наслаждались яркими эпизодами и лёгкой атмосферой праздника, другие видели перед собой пример пустых развлекательных проектов, созданных исключительно ради коммерческого успеха.
Цифры подтверждают разницу мнений: российский сайт «Кинопоиск» оценил фильм довольно сдержанно, присвоив ему показатель зрительского одобрения всего в 58%, в то время как площадка «Отзовик» выставила гораздо более позитивную оценку — впечатляющие 75%. Западные критики также откликнулись скептически: популярный портал IMDb ограничился скромной отметкой в 4,3 балла из десяти возможных. Российская аналитическая платформа «Критиканство» дала фильму умеренный балл — 61 из ста, основываясь на 19 профессиональных рецензиях.
Ряд авторитетных изданий отметили ощутимый прогресс по сравнению с предыдущими сериями проекта. Например, издание «Известия» подчеркнули появление живых персонажей и убедительных ситуаций, подчёркивающих объёмность образов и эмоциональную глубину. Автор обзора Николай Корнацкий, отметил значительное улучшение качества исполнения, заявив, что «герои наконец-то ожили».
Такое мнение поддержали и многие российские ресурсы. Портал InterMedia обратил внимание на участие серьёзных артистов уровня Сергея Пускепалиса и Юлии Александровой, добавив, что наличие знаменитых лиц добавляет проекту дополнительную ценность и создаёт предпосылки для дальнейшего развития франшизы. Обозреватель портала выразил уверенность, что новая порция киноматериала вдохнёт жизнь в устоявшуюся серию.
Подобную точку зрения разделил обозреватель ресурса The Hollywood Reporter. Его автор назвал героев фильма реалистичными и настоящими людьми, допускающими ошибки, искренне переживающие эмоции и совершающие поступки вопреки здравому смыслу. Именно такая простота делает персонажей понятными и близкими каждому зрителю, создавая ощущение реальности происходящего на экране.
Однако далеко не все специалисты разделяют столь оптимистичный взгляд. Так, обозреватели издания «Российская Газета» резко раскритиковали картину, обвинив создателей в откровенном злоупотреблении продакт-плейсментом и пошлой эксплуатации штампованных клише семейного кино. По мнению автора обзора Алексея Литовченко, фильмы подобного типа наносят ущерб репутации русского кинематографа, предлагая низкопробный продукт массовой культуры.
Совсем иначе отозвался ресурс Film.ru: его обозреватель Борис Иванов признал очевидную вторичность многих элементов повествования, однако подчеркнул способность ленты вызвать искреннюю улыбку зрителя. Такой баланс достоинств и недостатков повторяется и в материалах сайта ivi, где редактор Сергей Бутаков сетовал на нехватку оригинального подхода к национальной специфике комедии, намекая на влияние западных традиций в сценарной структуре.
Ещё одно интересное мнение озвучено ресурсом AllBestMovies.Ru: редакция пришла к выводу, что проект вызывает двойственное чувство, поскольку сочетает элементы, способные рассмешить аудиторию, с элементами, порождающими сомнения относительно драматургической правдивости изображаемых историй.
Отдельного внимания заслуживает позиция редакции журнала «Киноафиша»: обозревательница Вера Алёнушкина отметила полезность свежей крови в проекте, приведшей к значительному улучшению общей динамики. Хотя отдельные эпизоды могли показаться чрезмерно сентиментальными и искусственными, общее впечатление остаётся положительным благодаря свежему взгляду режиссеров и неожиданному повороту событий.

## Продолжение
«Ёлки последние», вышедшая в 2018 году, седьмая часть серии новогодних комедий «Ёлки». В центре сюжета — неразлучные герои из предыдущих частей: Боря и Женя, дядя Витя, Андрей и его мама, а также Марина, сноубордист и лыжник. Они снова сталкиваются с трудностями и преодолевают их, демонстрируя взаимопомощь и дружбу.
Кроме того, в серии есть последующие фильмы: «Ёлки 8» (2021), «Ёлки 9» (2022), «Ёлки 10» (2023), «Ёлки 11» (2024) и «Ёлки 12» (2025).